# Studio RAP
Studio RAP is een Nederlands architectenbureau en ontwerp- en fabricagestudio. De studio heeft zijn hoofdkantoor op de RDM Campus in Rotterdam. Studio RAP is een acroniem van Robotics, Architecture and Production. Zo is het bureau is vooruitstrevend en innovatief met onder andere robotarchitectuur, computational design en het toepassen van hernieuwbare technieken.
In 2015 begonnen Wessel van Beerendonk, Léon Spikker en Lucas ter Hall direct na het afstuderen van de TU Delft met het de studio.
In 2016 won de studio de ARC Award voor innovatie voor hun ontwerp van de SkilledIn Office. Met de SkilledIn Office, een kantoorpaviljoen gefabriceerd door middel van een eigen 3D-ontwerpprogramma en robottechnologie, behaalde zij een primeur. Het paviljoen is het eerste door robots gefabriceerde gebouw en bestaat uit 225 unieke panelen met een dikte van 37 mm en overspant een maximale breedte van 8 meter.
Ze hebben opdrachtgevers zoals ABN AMRO, Gemeente Rotterdam, Havenbedrijf Rotterdam en Gemeente Den Haag. De studio leverde tevens het ontwerp voor het paviljoen "Green Ambassy" op de Floriade 2022 in Almere. Dit paviljoen zal tentoonstellingen van vier verschillende landen huisvesten. Na afloop van de Floriade zal het paviljoen worden omgebouwd tot vier duurzame woningen.

## Prijzen
- Ketelbinkie Prijs - 2018 (genomineerd)
- FRAME Award - Sustainability, 2018 (genomineerd)
- Bouwprijs -  Bouwprijs, 2017
- ARC Award - Innovation award, 2016[3]
- Houtprijs - Best small building, 2015